# Philonicus ionescui
Philonicus ionescui är en tvåvingeart som beskrevs av Tsacas 1977. Philonicus ionescui ingår i släktet Philonicus och familjen rovflugor. Inga underarter finns listade i Catalogue of Life.